# Liga Nacional de fútbol femenino 1990-91
La temporada 1990-91 de la Liga Nacional de fútbol femenino fue la tercera edición de la Primera División Femenina de España.
El Oiartzun KE se proclamó campeón por primera y única vez en su historia.

## Sistema de competición
El campeonato fue organizado por la Real Federación Española de Fútbol.
El torneo constaba de un grupo único integrado por ocho clubes de toda la geografía española. Siguiendo un sistema de liga, los ocho equipos se enfrentaron todos contra todos en dos ocasiones -una en campo propio y otra en campo contrario- sumando un total de 14 jornadas. El orden de los encuentros se decidió por sorteo antes de empezar la competición.
La clasificación final se estableció con arreglo a los puntos obtenidos en cada enfrentamiento, a razón de dos por partido ganado, uno por empatado y ninguno en caso de derrota. 

## Clasificación final
| Pos | Equipo                      | Ptos |
| --- | --------------------------- | ---- |
| 1   | Oiartzun KE                 | 20   |
| 2   | Atlético Villa de Madrid    | 20   |
| 3   | Añorga KKE                  | 20   |
| 4   | Oroquieta Villaverde        | 17   |
| 5   | Peña Barcelonista Barcilona | 16   |
| 6   | Club Femení Barcelona       | 13   |
| 7   | Puente Castro               | 4    |
| 8   | Tradehi Oviedo              | 4    |